# Линке, Сюзанна
Сюзанна Линке (нем. Susanne Linke; род. 19 июня 1944, Люнебург, Ганновер) — всемирно известная немецкая танцовщица и хореограф, которая наряду с Пиной Бауш и Райнхильдом Хоффманн является одним из главных новаторов немецкого танцтеатра.
Сюзанна Линке родилась в Люнебурге, Германия, в семье Хайнца Линке (пастора) и Рози Линке-Шефер (урожденная Пешко). Нарушение слуха и речи и связанные с этим проблемы задержали развитие её речевых способностей в детстве. Немецкий пианист Себастьян Пешко — её дядя.
Сюзанна Линке начала заниматься танцами только в возрасте двадцати лет, когда она поехала в Берлин, чтобы брать уроки у Мэри Вигман в её студии. Три года спустя она переехала в Эссен, чтобы заниматься танцами в Folkwang Hochschule (Академия Folkwang), основанная Куртом Джооссом . В 1970 году она стала танцовщицей в танцевальной труппе школы, Folkwang Tanzstudio (Студия народного танца), затем под руководством Пины Бауш. В период с 1970 по 1973 год она также танцевала в Роттердамском танцевальном центре. В 1975 году Линке и Рейнхильд Хоффманн вместе взяли на себя руководство Folkwang Tanzstudio от Бауш, и Линке продолжала занимать эту должность в течение десяти лет.
Сюзанна Линке ставит оригинальные танцевальные произведения с 1970 года, став известной своим интенсивным, строгим и неоэкспрессионистским стилем. Два танца из её работ 1975 года — Danse funèbre (Похоронный танец) и Trop Trad (Too Trad) — были отмечены призами. Среди других работ 1970-х и 1980-х годов — Puppe? (Doll?, 1975), Die Nächste bitte (Next Please, 1978), Im Bade wannen (Bath Tubbing, 1980), Wowerwiewas (1980), Flut (Flood, 1981), Frauenballett (Женский балет, 1981), Es schwant (Это продолжается, 1982) и Wir können nicht alle nur Schwäne sein (Мы не можем все быть только лебедями, 1982). Её первая вечерняя работа была основана на Вакхах Еврипида . Schritte verfolgen (Follow the Steps, 1985), первый крупный сольный балет Линке, был посвящен её проблемному детству и её становлению как танцовщицы.
С 1980-х годов Линке участвовала в крупнейших международных танцевальных фестивалях, часто исполняя собственные соло. Её международную сольную карьеру значительно поддержал Goethe-Institut . В 1985 году она ушла из руководства танцевальной студии Folkwang и начала работать в основном хореографом-фрилансером, работая в таких известных группах, как труппа Хосе Лимона в Нью-Йорке, Парижская опера и театр Nederlands Dans .
В 1987 году Линке показала свою собственную версию четырёх сольных хореографий, реконструированных по фильмам из цикла Дора Хойера «Afectos Humanos» («Воздействие человека» 1962 года), посвященного темам тщеславия, похоти, страха и любви. Она добавила пятый сегмент, Dolor (Печаль), как конфронтацию с работами Хойера и, одновременно, как дань уважения Хойеру, которым Линке очень восхищалась и с которым познакомилась во время студенческих лет в Эссене. Затем она выпустила две другие работы, дуэты Affekte (Affects, 1988) и Affekte / Gelb ' (Affects / Yellow, 1990), которые расширили основные темы Afectos Humanos, вводя в контекст отношения между двумя людьми. Линке танцевала их со своим партнером Урсом Дитрихом.
В начале 1990-х она основала труппу Susanne Linke в театре Hebbel в Берлине. Затем, в 1994 году, она стала соучредителем (вместе с Урсом Дитрихом) новой танцевальной труппы в Бременском театре в Бремене и продолжала руководить этой труппой до 2000 года. В 2000—2001 годах она стала соучредителем нового хореографического центра в Эссене, Choreographisches Zentrum Essen, и стала его художественным руководителем. С 2001 года она часто работала хореографом и танцовщицей-фрилансером.
В 2007 году Немецкая профессиональная ассоциация танцевального образования вручила Линке престижную Немецкую танцевальную премию за её карьеру в сфере танца. В 2008 году она была награждена Французским орденом искусств и литературы . С 2010 года она является почетным профессором Университета искусств Фолькванг в Эссене.